# Hemetre
Hemetre, o Hemetra, (Ḥm.t-Rꜥ, "Serventa de Ra") va ser una princesa egípcia de la IV Dinastia. Hemetre podria haver estat filla o neta de Khefren. No posseïa el títol d'Esposa del Rei, cosa que fa suposar que s'hagués casat amb algú que no era de la reialesa. És coneguda principalment per la seva tomba, que es troba al Camp Central de Guiza. El seu nom fa honor al déu Ra.

## Títols
Hemetre tenia el títol de Flla del Rei del seu cos i, per tant, era filla d'un dels reis de la IV Dinastia d'Egipte. Hemetre també era Sacerdotessa de la deessa Hathor. Una inscripció esmenta també que se l'anomenava Honrada pel gran Déu i La que fa el que li agrada al seu pare cada dia.

## Família
La ubicació de la seva tomba al Camp Central de Guiza suggereix que podria haver estat filla de Khefren. El seu nom apareix a la seva tomba. L'egiptòleg Selim Hassan va proposar que podria haver estat filla o neta de d'aquest faraó, i que s'hauria casat amb un plebeu. Enlloc apareix el títol de Dona del Rei a la seva tomba.
Diversos fills d'Hemetre apareixen representats a la seva tomba. Hi apareixen els seus fills Xepseska (u), Akhetre i Xepsesre (-sheri), i les seves filles Hetepheres, Khentkaus i Meresankh. Aquesta escena es troba en un dels pilars de la capella. Els seus fills Akh(et)re i Xepsesre-sheri estan de cara a la seva mare en un registre, mentre que les seves filles Hetepheres i Meresankh s'hi representen a sota dels seus germans. La seva filla Khentkaues es mostra darrere de la seva mare. Els cinc nens apareixen com a adults en aquesta escena.

## Tomba
La tomba d'Hemetre (G 8464) es troba al Camp Central de la necròpolis de Guiza. L'entrada de la tomba condueix a un vestíbul amb pilars. El vestíbul conté una gran cambra funerària i dos pous més petits. Fora de la capella hi ha una altra capella més petita, que també a conté un pou funerari. Entre les escenes de la tomba s'inclouen els portadors d’ofrenes que representen els donatius de les possessions reials. Tots ells estan relacionats amb Khefren.
Al passadís de la tomba s'hi va trobar la part superior d'una falsa porta pertanyent al camarlenc reial Nebsen. Un dels portadors d’ofrenes que es mostren a la tomba es diu Senebuka. Aquest funcionari va ser enterrat a prop.